# 劉藻
劉 藻（りゅう そう、434年 - 500年）は、北魏の軍人・官僚。字は彦先。本貫は広平郡易陽県。劉遐の六世孫にあたる。

## 生涯
南朝宋の廬江郡太守の劉宗之の子として生まれた。群書を渉猟し、人との交際を好んで、酒は一石ほど飲んでも乱れなかった。太安年間、姉の夫の李嶷とともに北魏に帰順し、易陽県子の爵位を受けた。南部主書に抜擢され、任職をもって号された。
ときに北地郡の羌族数万家は、北魏の刺史や太守の統制を受けず、朝廷の懸案になっていた。劉藻が北地郡太守として赴任すると、羌族たちを帰順させて、戸籍に編入させ、賦税を納めさせるようにした。雍城の王叔保ら300人が劉藻を騃奴戍主とするよう請願したため、朝廷はこれを許可した。在任すること8年。氐族の豪族の徐成・楊黒らが雍城鎮の鎮将を追放したため、代わりに劉藻が龍驤将軍・雍城鎮将として赴任した。雍城鎮に到着すると、徐成・楊黒らを捕らえて斬った。
太和年間、岐州刺史に任じられた。また秦州刺史に転じた。秦州では官吏が殺害されたり、納税が拒否されたりする事件が多発して、太守や県令が治所の郡県に立ち入れない状況であった。劉藻は信賞必罰を徹底し、専横する豪族たちを処刑しつくしたため、羌族や氐族たちは劉藻を畏れて服従し、太守や県令たちが治所に入ることができるようになった。孝文帝が南征を開始すると、劉藻は東道都督となった。秦州の治安がまた混乱したため、秦州に帰るよう命じられると、秦州の情勢は落ち着いた。安南将軍元英とともに漢中を攻撃し、南朝斉の軍を撃破した。梁州を平定しようとしたが、軍の帰還を命じられたため、梁州の平定はかなわなかった。
後にまた孝文帝が南征すると、劉藻は征虜将軍となり、統軍の高聡ら四軍を率いて東道別将となった。敗戦すると、平州に流された。500年（景明元年）、旧功により太尉司馬として再び任用された。この年の6月に死去した。享年は67。
子の劉紹珍は、河北郡や黎陽郡の太守をつとめたが治績がなく、東魏の天平年間に反乱を起こして処刑された。

## 伝記資料
- 『魏書』巻70 列伝第58
- 『北史』巻45 列伝第33